# Solidarité Africaine pour la Démocratie et l’Indépendance
Die Solidarité Africaine pour la Démocratie et l’Indépendance (African Solidarity for Democracy and Independence, dt.: Afrikanische Solidarität für Demokratie und Unabhängigkeit, arabisch التضامن الإفريقي للديمقراطية والاستقلال) ist eine Kommunistische Partei in Mali. Sie wurde 1996 von Cheick Oumar Sissoko und Oumar Mariko gegründet. Sissoko ist Parteipräsident und Mariko Generalsekretär. Die Ausrichtung der Partei ist panafrikanisch und sie ist international mit dem International Communist Seminar (ICS) verbunden, einer Gruppierung, welche von der Partei der Arbeit Belgiens organisiert wurde, Sie entstand im Zusammenhang mit den Demonstrationen gegen die Militärherrschaft von Präsident Moussa Traoré  1991. Mariko war Führer der Association of Students and Pupils of Mali (AEEM) während der Protestbewegung 1991 gewesen.

## Geschichte
Die Partei veranstaltete ihren ersten Parteikongress im März 2002. Dort wurde Mariko als Kandidat für die Präsidentschaftswahlen im April 2002 gewählt. In diesen Wahlen kam Mariko auf den 12. Platz mit 0,88 % der Stimmen. In den Parlamentswahlen im Juli 2002 errang die Partei dann sechs der 147 Sitze. Danach schloss sich Sissoko der Regierung als Kultusminister an, obwohl Mariko dagegen war.
Der zweite allgemeine Parteikongress wurde im Dezember 2006 in Koutiala veranstaltet. Dort wurde entschieden einen Kandidaten für die Präsidentschaftswahl im April 2007 bei einer nationalen Konferenz am 23.–24. Februar 2007 zu wählen. Mariko wurde bei dieser Konferenz erneut als Präsidentschaftskandidat gewählt. In den Wahlen im April kam er auf den vierten Platz mit 2,72 % der Stimmen.
Der Wahlkampf für die Parlamentswahl im Juli 2007 fokussierte sich auf den Widerstand gegen die Privatisierung von staatlichen Unternehmen. Die Partei gewann vier der 147 Sitze in der Nationalversammlung, und stellt sich kritisch gegen die herrschende Koalition von Präsident Amadou Toumani Touré. Als im September 2007 parlamentarische Gruppen in der neuen Nationalversammlung gebildet wurden, bildete die SADI eine parlamentarische Gruppe mit der Parti pour la renaissance nationale (PARENA). Nach den Wahlen wurde am 12. August ein lokaler Generalsekretär, Youssouf Dembélé, tot aufgefunden. Die Partei bezeichnete den Tod als Ermordung.
In den Parlamentswahlen 2013 errang SADI fünf Sitze.
Im Jahr 2024 gab es Versuche, die Partei zu verbieten.